# Maquoketa River
Der Maquoketa River ist ein 241 km langer rechter Nebenfluss des Mississippi im Nordosten des US-amerikanischen Bundesstaates Iowa. Sein Einzugsgebiet umfasst eine 4387 km² große meist landwirtschaftlich genutzte Region östlich und südlich von Dubuque. Der Lauf des Maquoketa River markiert die südliche Grenze der Driftless Area genannten Region, die während der letzten Eiszeit von der Vergletscherung frei geblieben war.

## Verlauf
Der Hauptlauf des Maquoketa River entspringt südwestlich von Arlington im Fayette County. Er fließt zuerst in nordöstlicher Richtung um dann auf seinen insgesamt südöstlichen Verlauf einzuschwenken. Er durchfließt dabei das Clayton das Delaware, das Jones und das Jackson County und passiert dabei die Städte Arlington, Strawberry Point, Manchester, Hopkinton, Monticello, Miles, Preston und Maquoketa.
In Maquoketa mündet der North Fork Maquoketa River in den bis dahin gelegentlich auch als South Fork Maquoketa River bezeichneten Hauptlauf des Flusses. Der North Fork Maquoketa River entspringt im Norden des Dubuque County und ist bis zum Zusammenfluss 154 km lang. An seinem Lauf liegen die Städte Dyersville und Cascade.
Der Lauf des geeinten Flusses verläuft nun in östlicher Richtung mäanderförmig bis zur Mündung in den Mississippi, die sich in einem Teil des Upper Mississippi River National Wildlife and Fish Refuge oberhalb von Lock and Dam No. 13 befindet.